# Raad van Ministers van Rusland
De Raad van Ministers van Rusland (Russisch: Правительство Российской Федерации,  Pravitelstvo Rossijskoi Federatsij) is een uitvoerend overheidsorgaan dat bestaat uit de belangrijkste regeringsfunctionarissen van de uitvoerende macht van de Russische overheid. 

## Russische Rijk

### Commissie van Ministers
De Ministeries en de Commissie van Ministers (Russisch: Комитет Министров; Komitet Ministerov) werden geformeerd in 1802 als een adviserende raad als onderdeel van de Regeringshervormingen van Alexander I. Deze commissie had echter weinig gezamenlijke macht en functioneerde als een adviserende raad voor de tsaar, die de werkelijke regeringsleider was. De tsaar kon als voorzitter optreden van vergaderingen van de commissie, maar benoemde meestal 1 of 2 voorzitters als zijn afgevaardigde(n).

#### Voorzitters van de Commissie van Ministers van 1810 tot 1905
- Nikolaj Roemjantsev (1810-1812)
- Nikolaj Saltykov (1812-1816)
- Pavel Lopoechin (1816-1827)
- Viktor Kosjoebej (1827-1834)
- Nikolaj Novosiltsev (1834-1838)
- Ivan Vasilsjikov (1838-1847)
- Vasili Levasjov (1847-1848)
- Aleksandr Tsjernysjov (1848-1856)
- Aleksej Orlov (1856-1861)
- Dmitri Bloedov (1861-1864)
- Pavel Gagarin (1865-1872)
- Nikolaj Ignatjev (1872-1879)
- Pjotr Valoejev (1879-1881)
- Michail Reoetern (1881-1887)
- Nikolaj Boenge (1887-1895)
- Ivan Doernovo (1895-1903)
- Sergej Witte (1903-1905)

### Raad van Ministers
Nadat Nicolaas II het Oktobermanifest had uitgevaardigd in 1906, waarbij burgerlijke vrijheden werden toegekend en een nationale wetgevende macht werd ingesteld (Doema en de hervormde Staatsraad), werd de Commissie van Ministers vervangen door een Raad van Ministers (Совет министров; Sovjet ministerov); een echt kabinet waarvan de voorzitter functioneerde als premier. Het resultaat hiervan was dat van 1905 tot 1917 de Raad van Ministers gezamenlijk besloot over het overheidsbeleid, de tactische koers die men voer en diende als een buffer tussen de tsaar en de nationale wetgevende macht.

## Sovjet-Unie
De Sovnarkom van de RSFSR vormde tot 1946 de basis voor alle Sovjet-overheden, zowel op het niveau van de Unie als het niveau van de sovjetrepublieken. In 1946 werden alle Sovnarkoms hernoemd tot Raden van Ministers. Met de leidende rol van de CPSU zoals beschreven in de Grondwet van Stalin van 1936, waren de overheden weinig meer dan de uitvoerende organen van de Centrale Commissie van de CPSU. Deze leidende rol werd ook beschreven in de grondwet van 1977 en veranderde niet tot 1991.

## Russische Federatie
Na het uiteenvallen van de Sovjet-Unie werd de Raad van Ministers van Rusland het belangrijkste bestuursorgaan voor de president van de Russische Federatie. Soms bestond deze raad wel uit 60 ministeries en staatscommissies en tot 12 vicepremiers. Na de hervorming van 2004 werden de overheidstaken verdeeld over 17 ministeries, 7 federale diensten en meer dan 30 overheidsagentschappen; voor elke premier wordt nu nog maar 1 vicepremier benoemd.
De voorzitter van de Raad van Ministers wordt benoemd door de Russische federale president en zijn benoeming moet worden goedgekeurd door de Staatsdoema. De voorzitter is na de premier de tweede in lijn van opvolging van de president als deze voortijdig sterft, ongeschikt wordt (door ziekte of andere problemen) of aftreedt.